# Caminhões Mercedes-Benz (Brasil)
Caminhões Mercedes-Benz é uma divisão da Mercedes-Benz do Brasil, uma subdivisão da Daimler Truck, responsável pela produção de caminhões e ônibus da empresa automobilística alemã Mercedes-Benz Group.
A fábrica de Caminhões Mercedes-Benz no Brasil, está situada no município de São Bernardo do Campo no estado de São Paulo.

## História
O primeiro caminhão Mercedes-Benz fabricado no Brasil começou a ser produzido em 1956, marcando o início efetivo de produção nacional, na fábrica de São Bernardo do Campo.

## Nomenclaturas dos Caminhões MB do Brasil
Os nomes dos Caminhões Mercedez-Benz não surgiram do nada, existe um significado para os números, por exemplo o modelo "1935", o "19" quer dizer o peso bruto total do caminhão (no caso, somente do cavalo), 19.000Kg, e o "35" quer dizer a potencia em cavalos a vapor, 350 cavalos, então, em todos os caminhões, os dois primeiros números são o peso, e os dois últimos a potencia, sempre acrescenta 3 zeros no final dos dois primeiros números, e 1 zero no final dos dois últimos números, assim: 1935, 19.000Kg e 350 cavalos, no modelo 608 ocorre a mesma coisa, assim sendo: 608, 6000Kg e 80 cavalos, a mesma regra vale desde a Sprinter (menor veículo de carga da Mercedes) até o modelo Axor 2644 (maior veículo de carga), os nomes Atego, Axor, Acello, Actros, vieram para diminuir a confusão causada por tantos números, afinal, existem vários caminhões com a mesma cabina do 1113, por exemplo, o que gera muita confusão na hora da revenda. Os caminhões 1929, 1932, 1933 e 1934 tem todos a mesma cabina, e a nova linha Axor tem um modelo de sigla 1933 no mercado. 
Atualmente, a família de pesados da marca denomina-se Axor; Atego, os semi-pesados, com motores de 180 cavalos, e Accelo, os caminhões leves, como o 915.